# Buenas obras
Buenas obras es un llamamiento para todo el cristiano a vivir la fe y el mandato de Jesucristo, pues, según varias confesiones cristianas, todos seremos juzgados por nuestras obras practicadas. 

## Orígenes
De hecho, es el propio Jesús que dice: «no todo aquel que me dice "Señor, Señor" entrará en el Reino de los Cielos, pero aquel que practica la voluntad de mi Padre que está en los cielos» (Mt 7, 21). A pesar de San Pablo defiende «que el hombre es justificado por la fe» (Ro 3, 28 - 31), el afirma también que «Dios retribuirá a cada uno según sus obras» (Ro 2, 6). Sobre este asunto, Santiago dice también que «el hombre es justificado por las obras y por la fe» (Snt 2, 24), o entonces "por las obras que nacen de la fe, porque la «fe sin obras está muerta» (Snt 2, 17)".
Jesús manda a sus creyentes, que son «la luz del mundo», que brillen «brillen del mismo modo a vuestra luz delante de los hombres, para que, viendo las vuestras buenas obras, glorifiquen vuestro Padre que está en los cielos» (Mt 5, 14-16). Con esto, se puede concluir que "el hombre debe dar gloria a Dios en la tierra a través de sus obras. Pudiendo hacer obras, y no haciéndolas, peca el hombre contra Dios y no se justifica por la Fe, visto que su Fe está muerta al no producir los frutos esperados". 
Luego, "el hombre es salvo por las buenas obras nacidas de la fe", porque "solo una fe viva puede dar la vida", siendo por eso la práctica de ellas un instrumento necesario para la salvación, principalmente para la obtención de las indulgencias. Por eso, la Iglesia católica defiende que todos los pecadores que desean ser salvos y que todavía tienen fe "deben pedir perdón de sus pecados, cambiar de vida" e intentar practicar, con fe, las buenas obras, tal como nos manda Nuestro Señor: "Ve y ¡no peques más!". De hecho, San Pablo se rebeló contra la vida pecaminosa de aquellos que tienen fe, diciendo: «¿Que diremos entonces? ¿Que debemos permanecer en el pecado a fin de que la gracia alcance su plenitud? ¡De modo alguno!»(Rm 6, 1-2).

## Catolicismo
Según la doctrina católica, las buenas obras más perfectas y por eso más usadas para juzgar el católico o cristiano en el día de su Juicio particular son las obras de misericordia. Estas obras, que, en total son catorce, tienen como finalidad socorrer "el nuestro próximo en sus necesidades corporales o espirituales". Ellas son por lo tanto divididas, dependiendo de su naturaleza, en dos grupos:
- Las obras de misericordia corporales, que son siete:
  - Dar de comer a quien tiene hambre;
  - Dar de beber a quien tiene sed;
  - Vestir a los desnudos;
  - Dar posada a los peregrinos;
  - Asistir a los enfermos;
  - Visitar los presos;
  - Enterrar los muertos.

- Las obras de misericordia espirituales, que también son siete:
  - Dar buen consejo;
  - Enseñar a los ignorantes;
  - Corregir a los que se equivocan;
  - Consolar a los afligidos;
  - Perdonar las injurias;
  - Sufrir con paciencia las debilidades de nuestro prójimo;
  - Rogar a Dios.

El católico experimenta la caridad de forma definitiva. Se inicia en esta desde el hogar, por la forma en que se trata a la pareja, a los padres, a los pequeños, a los hermanos, y todos los familiares, incluyendo a los vecinos; poniendo en práctica estas obras de misericordia que le permiten a su vez. Las buenas obras son particularmente recomendadas a los católicos durante el período anual de la Cuaresma.

## Cristianismo evangélico
Según la teología evangélica, las buenas obras son la consecuencia de la salvación y no su justificación. Son un signo de fe sincera y agradecida. Incluyen acciones para la Gran Comisión, es decir, evangelismo, servicio en  Iglesia y la caridad. Serán recompensados con la gracia de Dios en el juicio final.